# Nati nel 1947/Gennaio
| Questa pagina contiene informazioni ricavate automaticamente dalle voci biografiche con l'ausilio del template Bio e di un bot. L'aggiornamento è periodico e automatico e ricostruisce completamente la pagina. Se manca una persona in questa lista, sei pregato di non aggiungerla, ma accertati piuttosto che la sua voce biografica contenga il template Bio e che i dati anagrafici siano correttamente compilati. Se il template Bio manca, inseriscilo tu stesso o, in alternativa, metti l'avviso {{tmp\|Bio}} che ne segnala la mancanza. Se i dati riportati sono sbagliati, correggi direttamente la voce biografica; le modifiche saranno visibili in questa lista entro pochi giorni. Per chiarimenti vedi il progetto biografie. La lista contiene solo le 315 persone che sono citate nell'enciclopedia e per le quali è stato implementato correttamente il template Bio. Pagina aggiornata al 18 ago 2025. |

- 1º gennaio - K'akhi Asatiani, politico, allenatore di calcio e calciatore sovietico († 2002)
- 1º gennaio - Bobby Averell, ex calciatore nordirlandese
- 1º gennaio - Gary B.B. Coleman, chitarrista, cantante e produttore discografico statunitense († 1994)
- 1º gennaio - Jon Corzine, politico e banchiere statunitense
- 1º gennaio - F.R. David, cantautore, compositore e bassista francese
- 1º gennaio - Giannīs Dragasakīs, politico greco
- 1º gennaio - Isaak Fridberg, regista sovietico
- 1º gennaio - James K. Glassman, giornalista, politico e diplomatico statunitense
- 1º gennaio - Keith Griffith, allenatore di calcio barbadiano († 2025)
- 1º gennaio - Peter Lankhorst, ex politico olandese
- 1º gennaio - Shmuel Melika, calciatore israeliano († 2011)
- 1º gennaio - Manuel Mendoza, ex calciatore portoghese
- 1º gennaio - Eva Mikulášková, ex cestista cecoslovacca
- 1º gennaio - Alan Moore, batterista britannico
- 1º gennaio - Michael O'Haughey, attore teatrale e sopranista sudafricano
- 1º gennaio - Lanfranco Pace, giornalista e scrittore inglese († 2023)
- 1º gennaio - László Polgár, basso ungherese († 2010)
- 1º gennaio - Potele, ex calciatore spagnolo
- 1º gennaio - Nicola Putignano, politico italiano
- 1º gennaio - Vladimir Titov, cosmonauta sovietico
- 1º gennaio - Amanzio Todini, regista e sceneggiatore italiano († 1995)
- 1º gennaio - Cemil Turan, ex calciatore turco
- 1º gennaio - Hideaki Yanagida, ex lottatore giapponese
- 1º gennaio - Giorgio Zoff, allenatore di calcio e ex calciatore italiano
- 1º gennaio - Angelo d'Orsi, storico della filosofia e giornalista italiano
- 2 gennaio - Lanny Bassham, ex tiratore a segno statunitense
- 2 gennaio - Michele Borrelli, pedagogista e filosofo italiano († 2021)
- 2 gennaio - Virgil Brenci, ex sciatore alpino rumeno
- 2 gennaio - Gian Paolo Falchi, politico italiano († 2008)
- 2 gennaio - Mimmo Fusco, giornalista e telecronista sportivo italiano († 2005)
- 2 gennaio - Ennio Grassi, politico italiano
- 2 gennaio - Jack Hanna, naturalista, personaggio televisivo e divulgatore scientifico statunitense
- 2 gennaio - Calvin Hill, ex giocatore di football americano statunitense
- 2 gennaio - Aleksandr Jakušev, ex hockeista su ghiaccio, allenatore di hockey su ghiaccio e dirigente sportivo sovietico
- 2 gennaio - Vladimír Jarý, ex pallamanista ceco
- 2 gennaio - Rustem Kazakov, ex lottatore sovietico
- 2 gennaio - Lee Chang-myung, ex calciatore nordcoreano
- 2 gennaio - Adrian Shaw, bassista britannico
- 2 gennaio - Ousmane Tanor Dieng, politico senegalese († 2019)
- 2 gennaio - Aleksandr Tichonov, dirigente sportivo, politico e ex biatleta russo
- 2 gennaio - Thomas Zacharias, ex altista, scrittore e designer tedesco
- 2 gennaio - Valerij Šarij, ex sollevatore sovietico
- 3 gennaio - Patricia Anthony, scrittrice statunitense († 2013)
- 3 gennaio - Tamara Baroni, attrice e modella italiana († 2022)
- 3 gennaio - Vittorio Boschet, giocatore di curling italiano
- 3 gennaio - Miroslav Bošković, calciatore serbo († 2023)
- 3 gennaio - Roberto Car, fisico italiano
- 3 gennaio - Pier Lorenzo Clataud, ex sciatore alpino italiano
- 3 gennaio - Fran Cotton, rugbista a 15, dirigente sportivo e imprenditore britannico
- 3 gennaio - Mihal Gjika, ex calciatore albanese
- 3 gennaio - Steve Inwood, attore statunitense († 2025)
- 3 gennaio - Carla Tatò, attrice italiana
- 4 gennaio - Gino Basuino, bobbista italiano († 2023)
- 4 gennaio - Chris Cutler, batterista, compositore e paroliere britannico
- 4 gennaio - John Hatch Bluth, ex cestista messicano
- 4 gennaio - Alberto Maccari, giornalista italiano
- 4 gennaio - Tim Rooney, attore statunitense († 2006)
- 4 gennaio - Eva Ström, scrittrice, poetessa e traduttrice svedese
- 4 gennaio - Robert van Mackelenberg, attore australiano
- 5 gennaio - Mike DeWine, politico statunitense
- 5 gennaio - Alan Hamlyn, ex calciatore inglese
- 5 gennaio - Emmanuel Koum, calciatore camerunese († 2008)
- 5 gennaio - Rita Kühne, ex velocista tedesca
- 5 gennaio - Mercury Morris, giocatore di football americano statunitense († 2024)
- 5 gennaio - Rick Mount, ex cestista statunitense
- 5 gennaio - Draško Prodanović, allenatore di pallacanestro bosniaco
- 5 gennaio - Saskia Sassen, sociologa e economista statunitense
- 5 gennaio - Kathrine Switzer, maratoneta e attivista statunitense
- 5 gennaio - Joachim Vobbe, vescovo vetero-cattolico tedesco († 2017)
- 5 gennaio - Herman te Riele, matematico olandese
- 6 gennaio - Romano Baraldi, ex rugbista a 15 italiano
- 6 gennaio - Shirley Brown, cantante statunitense
- 6 gennaio - Sandy Denny, cantautrice britannica († 1978)
- 6 gennaio - Andréa Ferréol, attrice francese
- 6 gennaio - Howard Georgi, fisico statunitense
- 6 gennaio - Ian Millar, cavaliere canadese
- 6 gennaio - Franco Pezzato, allenatore di calcio e ex calciatore italiano
- 6 gennaio - Adolfo Soto, ex calciatore paraguaiano
- 6 gennaio - Jacques Toussaint, artista e designer francese
- 7 gennaio - Stefan Angelov, lottatore bulgaro († 2019)
- 7 gennaio - Carlo Laverda, ex velocista italiano
- 8 gennaio - Magui Bétemps, cantautrice italiana († 2005)
- 8 gennaio - David Bowie, cantautore, polistrumentista e attore britannico († 2016)
- 8 gennaio - Willy De Geest, ex ciclista su strada, ciclocrossista e pistard belga
- 8 gennaio - Giorgio Girol, calciatore italiano († 2006)
- 8 gennaio - Antti Kalliomäki, ex astista e ex politico finlandese
- 8 gennaio - Ted MacDougall, ex calciatore scozzese
- 8 gennaio - Samuel Schmid, politico svizzero
- 8 gennaio - Mauro Sentinelli, ingegnere e dirigente d'azienda italiano († 2020)
- 8 gennaio - Laurie Walters, attrice statunitense
- 8 gennaio - Luke Williams, ex wrestler neozelandese
- 9 gennaio - Alfredo Albanese, poliziotto italiano († 1980)
- 9 gennaio - David Allen Brooks, attore statunitense
- 9 gennaio - Zaurbek Chromaev, allenatore di pallacanestro ucraino († 2019)
- 9 gennaio - Nick Evans, trombonista britannico
- 9 gennaio - Francesco Formenti, politico italiano († 2021)
- 9 gennaio - Stefka Jordanova, mezzofondista bulgara († 2011)
- 9 gennaio - Paul Lodewijkx, pilota motociclistico olandese († 1988)
- 9 gennaio - Mike Phipps, ex giocatore di football americano statunitense
- 9 gennaio - Vladimir Vasin, ex tuffatore sovietico
- 9 gennaio - Franca Viola, italiana
- 10 gennaio - Robert Carson Allen, storico britannico
- 10 gennaio - Antonio Annarumma, poliziotto italiano († 1969)
- 10 gennaio - Marina Caffiero, storica italiana
- 10 gennaio - Domenico Cefalù, mafioso italiano
- 10 gennaio - Gary Darrell, allenatore di calcio e ex calciatore bermudiano
- 10 gennaio - George Alec Effinger, autore di fantascienza statunitense († 2002)
- 10 gennaio - Tullio Lanese, arbitro di calcio italiano († 2025)
- 10 gennaio - James Morris, basso-baritono statunitense
- 10 gennaio - Humberto Ortega, rivoluzionario, generale e politico nicaraguense († 2024)
- 10 gennaio - Afeni Shakur, politica e imprenditrice statunitense († 2016)
- 10 gennaio - Peer Steinbrück, ex politico tedesco
- 10 gennaio - Tiit Vähi, politico estone
- 11 gennaio - Lina Bolzoni, critica letteraria e storica della letteratura italiana
- 11 gennaio - Anna Calder-Marshall, attrice inglese
- 11 gennaio - Giacomo Crosa, giornalista e ex altista italiano
- 11 gennaio - Gabriele Galateri di Genola, dirigente d'azienda e banchiere italiano
- 11 gennaio - Carolina Geijssen, ex pattinatrice di velocità su ghiaccio olandese
- 11 gennaio - Manuela Granaiola, politica italiana
- 11 gennaio - Domenico Minutoli, attore italiano († 2023)
- 11 gennaio - Rod Thomas, ex calciatore gallese
- 11 gennaio - Vinny Vella, attore, comico e showman statunitense († 2019)
- 12 gennaio - Egil Austbø, ex calciatore norvegese
- 12 gennaio - Tom Dempsey, giocatore di football americano statunitense († 2020)
- 12 gennaio - Michele Franzé, generale italiano
- 12 gennaio - Zdeněk Hummel, ex cestista e allenatore di pallacanestro ceco
- 12 gennaio - Henning Munk Jensen, calciatore danese († 2023)
- 12 gennaio - Joe Kennedy, ex cestista statunitense
- 12 gennaio - Mario Luzzatto Fegiz, giornalista, critico musicale e saggista italiano
- 12 gennaio - Flor Meléndez, ex cestista e allenatore di pallacanestro portoricano
- 12 gennaio - Matt Molloy, flautista irlandese
- 12 gennaio - Stanko Molnar, attore croato
- 12 gennaio - Alice Scherrer-Baumann, politica e insegnante svizzera
- 13 gennaio - Paolo Bozzetto, pilota automobilistico italiano
- 13 gennaio - Luciano Chiarugi, ex calciatore e allenatore di calcio italiano
- 13 gennaio - Roberto de Jesús Escobar Gaviria, criminale colombiano
- 13 gennaio - Renato Falcomer, ex calciatore italiano
- 13 gennaio - Art Harris, cestista statunitense († 2007)
- 13 gennaio - Jürgen Linden, politico tedesco
- 13 gennaio - Massimo Mugnai, storico della filosofia e logico italiano
- 13 gennaio - Peter Nogly, ex calciatore tedesco
- 13 gennaio - Francisco Pérez González, arcivescovo cattolico spagnolo
- 13 gennaio - Angelo Quintavalle, calciatore italiano († 2003)
- 13 gennaio - Carles Rexach, allenatore di calcio e ex calciatore spagnolo
- 13 gennaio - Ugo Sasso, architetto italiano († 2009)
- 13 gennaio - Bill Stanfill, giocatore di football americano statunitense († 2016)
- 13 gennaio - Peter Sundelin, ex velista svedese
- 13 gennaio - Chris Thomas, produttore discografico inglese
- 14 gennaio - Taylor Branch, storico statunitense
- 14 gennaio - Ina Deter, cantante tedesca
- 14 gennaio - Richard Laymon, scrittore statunitense († 2001)
- 14 gennaio - Eric Maisel, psicoterapeuta, docente e scrittore statunitense
- 14 gennaio - Rubén Olivares, ex pugile messicano
- 14 gennaio - José Pacheco Gómez, calciatore e giornalista spagnolo († 2022)
- 14 gennaio - Beverly Perdue, politica statunitense
- 14 gennaio - Esko Ranta, ex calciatore finlandese
- 14 gennaio - Paulo Ubiratan, regista e produttore televisivo brasiliano († 1998)
- 15 gennaio - Bruce Bradley, ex pallanuotista statunitense
- 15 gennaio - Martin Chalfie, biologo statunitense
- 15 gennaio - Mike Logan, tastierista, cantante e compositore britannico († 2022)
- 15 gennaio - Andrea Martin, attrice e sceneggiatrice statunitense
- 15 gennaio - Al Smith, cestista statunitense († 2022)
- 16 gennaio - Juliet Berto, attrice e regista francese († 1990)
- 16 gennaio - Ovidio Bompressi, attivista italiano
- 16 gennaio - Michel Chion, critico cinematografico, compositore e regista francese
- 16 gennaio - Thomas Christopher Collins, cardinale e arcivescovo cattolico canadese
- 16 gennaio - Quique Costas, allenatore di calcio e ex calciatore spagnolo
- 16 gennaio - William Craig, nuotatore statunitense († 2017)
- 16 gennaio - Claude Guyot, ex ciclista su strada francese
- 16 gennaio - Apasra Hongsakula, modella thailandese
- 16 gennaio - Magdalen Nabb, scrittrice inglese († 2007)
- 16 gennaio - Jamie Reid, artista, grafico e anarchico britannico († 2023)
- 16 gennaio - Rick Rhoades, allenatore di football americano statunitense
- 16 gennaio - Piero Tiberi, attore, doppiatore e direttore del doppiaggio italiano († 2013)
- 17 gennaio - Franco Asciutti, politico italiano
- 17 gennaio - Alcides Báez, calciatore paraguaiano († 2023)
- 17 gennaio - Adolivio Capece, scacchista, giornalista e scrittore italiano
- 17 gennaio - Jean-Baptiste Chanfreau, tennista francese († 2021)
- 17 gennaio - Joanna David, attrice britannica
- 17 gennaio - Ulysses Dove, ballerino e coreografo statunitense († 1996)
- 17 gennaio - Jane Elliot, attrice statunitense
- 17 gennaio - Peter Werner, regista statunitense († 2023)
- 17 gennaio - Manuel Herrero Fernández, vescovo cattolico spagnolo
- 17 gennaio - Philippe Marland, funzionario e ambasciatore francese
- 17 gennaio - Erling Næss, ex calciatore norvegese
- 17 gennaio - Anatolij Novikov, judoka sovietico († 2022)
- 17 gennaio - Alain Payet, attore pornografico francese († 2007)
- 17 gennaio - Todd Susman, attore statunitense
- 18 gennaio - Pier Marco Bertinetto, linguista italiano
- 18 gennaio - Takeshi Kitano, attore, regista e sceneggiatore giapponese
- 18 gennaio - Grazia Labate, politica italiana
- 18 gennaio - Jacques Rouvier, pianista francese
- 18 gennaio - Winnie Shaw, tennista britannica († 1992)
- 19 gennaio - Leszek Balcerowicz, economista polacco
- 19 gennaio - Jordanka Blagoeva, ex altista bulgara
- 19 gennaio - Jürgen Bogs, allenatore di calcio e ex calciatore tedesco
- 19 gennaio - Luciano Canepari, linguista italiano
- 19 gennaio - Giovanni Carnevali, calciatore e allenatore di calcio italiano († 2011)
- 19 gennaio - Rod Evans, cantante britannico
- 19 gennaio - Giorgio Ferrara, regista e direttore artistico italiano († 2023)
- 19 gennaio - Alessandro Haber, attore, regista e cantante italiano
- 19 gennaio - Moshe Idel, storico e filologo rumeno
- 19 gennaio - Osvaldo Jaconi, allenatore di calcio e ex calciatore italiano
- 20 gennaio - Claudio Bonvecchio, filosofo italiano
- 20 gennaio - Riccardo Fontana, arcivescovo cattolico italiano
- 20 gennaio - Cyrille Guimard, dirigente sportivo, ex ciclista su strada e pistard francese
- 20 gennaio - Chris Karrer, musicista, compositore e polistrumentista tedesco († 2024)
- 20 gennaio - Loredana Martinez, attrice italiana († 2024)
- 20 gennaio - Jim Nisbet, scrittore e poeta statunitense († 2022)
- 20 gennaio - Jimmy Smith, ex calciatore scozzese
- 21 gennaio - Toni Andreetta, regista italiano
- 21 gennaio - Andrzej Bachleda, ex sciatore alpino polacco
- 21 gennaio - Giovanni Bonetti, ex calciatore italiano
- 21 gennaio - Jill Eikenberry, attrice statunitense
- 21 gennaio - Dorian M. Goldfeld, matematico statunitense
- 21 gennaio - Zvi Goldstein, artista rumeno
- 21 gennaio - Brian Harvey, allenatore di calcio e ex calciatore inglese
- 21 gennaio - Pye Hastings, chitarrista e compositore britannico
- 21 gennaio - Michel Jonasz, compositore e musicista francese
- 21 gennaio - Jerry London, regista e produttore televisivo statunitense
- 21 gennaio - Joseph Nicolosi, psicoterapeuta e psichiatra statunitense († 2017)
- 21 gennaio - Giorgio Oikonomoy, scultore e pittore greco
- 21 gennaio - Thomas Olmsted, vescovo cattolico statunitense
- 21 gennaio - Giuseppe Savoldi, ex calciatore e allenatore di calcio italiano
- 21 gennaio - Ugo Sposetti, politico italiano
- 21 gennaio - Tommaso Stenico, presbitero italiano
- 21 gennaio - Louis Watunda, allenatore di calcio della Repubblica Democratica del Congo († 2007)
- 21 gennaio - Roberto Zywica, calciatore argentino († 2025)
- 22 gennaio - Vincenzo Apicella, vescovo cattolico italiano
- 22 gennaio - Jean-Paul Delevoye, politico francese
- 22 gennaio - Peppi Franzelin, annunciatrice televisiva e conduttrice televisiva italiana
- 22 gennaio - Rino Mussi, allenatore di calcio e dirigente sportivo italiano
- 22 gennaio - Giuseppe Pernice, ingegnere e politico italiano
- 22 gennaio - Delroy Scott, calciatore giamaicano († 2018)
- 22 gennaio - Fratelli Čudnovskij, matematico statunitense
- 23 gennaio - Franca Bimbi, politica italiana
- 23 gennaio - Roberto Cambiaghi, pilota automobilistico italiano († 2016)
- 23 gennaio - Thomas Carper, politico statunitense
- 23 gennaio - Joel Douglas, produttore cinematografico statunitense
- 23 gennaio - Ramesh Sippy, regista indiano
- 23 gennaio - Megawati Sukarnoputri, politica indonesiana
- 23 gennaio - Vladimir Žmudskij, ex pallanuotista sovietico
- 24 gennaio - Antonio Aloni, grecista, filologo classico e traduttore italiano († 2016)
- 24 gennaio - William John Anderson, ex calciatore inglese
- 24 gennaio - Lynette Bell, ex nuotatrice australiana
- 24 gennaio - Carlos Calderón, ex schermidore messicano
- 24 gennaio - Giorgio Chinaglia, calciatore e dirigente sportivo italiano († 2012)
- 24 gennaio - Michio Kaku, fisico statunitense
- 24 gennaio - Kay McCarthy, cantante, musicista e scrittrice irlandese
- 24 gennaio - Helen Morse, attrice australiana
- 24 gennaio - Masashi Ozaki, golfista giapponese
- 24 gennaio - Alba Rigazzi, showgirl, ex modella e attrice italiana
- 24 gennaio - Mercedes Sampietro, attrice spagnola
- 24 gennaio - Oleksandr Tkačenko, ex calciatore sovietico
- 24 gennaio - Warren Zevon, cantautore, chitarrista e pianista statunitense († 2003)
- 25 gennaio - Rosalba Archilletti, cantante italiana († 2012)
- 25 gennaio - Carl McCunn, fotografo statunitense († 1981)
- 25 gennaio - John Carrell, danzatore su ghiaccio statunitense († 1989)
- 25 gennaio - Karen Dokka, ex sciatrice alpina canadese
- 25 gennaio - Paolo La Rosa, ammiraglio italiano
- 25 gennaio - Gianfranco Lamberti, politico italiano († 2018)
- 25 gennaio - Ugo Marchetti, generale italiano
- 25 gennaio - Louis-Gaston Mayila, politico gabonese († 2025)
- 25 gennaio - Ángel Nieto, pilota motociclistico spagnolo († 2017)
- 25 gennaio - Timothy Reuter, storico britannico († 2002)
- 25 gennaio - Elio Rostagno, politico italiano
- 25 gennaio - Tostão, ex calciatore e giornalista brasiliano
- 25 gennaio - Tor Wæhler, ex calciatore norvegese
- 25 gennaio - Staffan de Mistura, diplomatico, politico e funzionario svedese
- 26 gennaio - Robert Cailliau, informatico belga
- 26 gennaio - Alberto Clò, economista italiano
- 26 gennaio - Mark Dayton, ex politico statunitense
- 26 gennaio - Patrick Dewaere, attore francese († 1982)
- 26 gennaio - Richard Portnow, attore statunitense
- 26 gennaio - Julija Rjabčinskaja, canoista sovietica († 1973)
- 26 gennaio - Michel Sardou, cantante e attore francese
- 26 gennaio - Oreste Scalzone, attivista italiano
- 27 gennaio - Ciro Ippolito, produttore cinematografico, sceneggiatore e attore italiano
- 27 gennaio - Miloš Marković, pallanuotista jugoslavo († 2010)
- 27 gennaio - Sergio Moroni, politico italiano († 1992)
- 27 gennaio - Branislav Pokrajac, pallamanista e allenatore di pallamano serbo († 2018)
- 27 gennaio - Cal Schenkel, illustratore statunitense
- 27 gennaio - Momčilo Stojanović, calciatore jugoslavo († 2010)
- 27 gennaio - Gianni Tamino, biologo e politico italiano
- 28 gennaio - Franco Antoci, politico italiano
- 28 gennaio - Fons Bastijns, calciatore belga († 2008)
- 28 gennaio - Niklas Falk, attore svedese
- 28 gennaio - Felipe González González, politico messicano († 2023)
- 28 gennaio - Tonino Perna, economista, sociologo e politico italiano
- 28 gennaio - José Francisco Rojo, calciatore e allenatore di calcio spagnolo († 2022)
- 28 gennaio - Jeanne Shaheen, politica statunitense
- 28 gennaio - Greg Smith, ex cestista statunitense
- 29 gennaio - Jerry Adriani, cantante, showman e attore brasiliano († 2017)
- 29 gennaio - Linda Buck, biologa statunitense
- 29 gennaio - David Byron, cantante britannico († 1985)
- 29 gennaio - Franca Donaggio, sindacalista e politica italiana († 2013)
- 29 gennaio - Tom Hagan, ex cestista statunitense
- 29 gennaio - Mladen Kučev, ex sollevatore bulgaro
- 29 gennaio - Michael Laucke, chitarrista canadese († 2021)
- 29 gennaio - Ernie Lively, attore statunitense († 2021)
- 29 gennaio - Paolo Morelli, musicista e cantautore italiano († 2013)
- 29 gennaio - Marco Politi, giornalista e scrittore italiano
- 29 gennaio - Marián Varga, compositore e pianista slovacco († 2017)
- 30 gennaio - Ramiro Benavides, ex tennista boliviano
- 30 gennaio - Małgorzata Braunek, attrice polacca († 2014)
- 30 gennaio - Masaki Kashiwara, matematico giapponese
- 30 gennaio - Steve Marriott, musicista e cantante britannico († 1991)
- 30 gennaio - Barbara Wood, scrittrice britannica
- 31 gennaio - Jonathan Banks, attore statunitense
- 31 gennaio - Dick Garrett, ex cestista statunitense
- 31 gennaio - Bernard Guignedoux, calciatore e allenatore di calcio francese († 2021)
- 31 gennaio - Petr Pavlásek, sollevatore cecoslovacco († 2023)
- 31 gennaio - Nolan Ryan, ex giocatore di baseball e dirigente sportivo statunitense
- 31 gennaio - Pietro Sabatini, calciatore italiano († 2024)
- 31 gennaio - Glynn Turman, attore statunitense